# Secreto de confesión (telenovela)
Secreto de confesión es una telenovela mexicana producida por Ernesto Alonso para la cadena Televisa en 1980 y fue protagonizada por Silvia Derbez, Gustavo Rojo, Nelly Meden, Teresa Valadez y con las participaciones estelares de Graciela Döring, Úrsula Prats, Kiko Campos, Yolanda Cani, Rafael Sánchez Navarro, Miguel Ángel Ferriz y Bertha Moss.

## Reparto
- Silvia Derbez (+) - Alicia
- Gustavo Rojo (+) - Jorge
- Nelly Meden (+) - Roxana
- Teresa Valadez - Matilde
- Úrsula Prats - Carmela
- Graciela Döring (+) - Lucha
- Yolanda Ciani (+) - Luisa
- Rafael Sánchez Navarro - Gustavo
- Miguel Ángel Ferriz (+) - Carlos
- Bertha Moss (+) - Beatriz
- Marystell Molina (+) - Emilia
- Eduardo Castell - Padre Javier Villamonte
- Roger Cudney - Burton
- Mariela Flores - Julia
- Humberto Osuna - Felipe
- Mario Sauret - Julio
- Kiko Campos - Raúl
- Marissa del Carmen - Aurelia

## Versiones
- Secreto de confesión es un remake de Secreto de confesión producida por Telesistema mexicano (hoy Televisa) en 1965 protagonizada por Carmen Montejo.
- Se realizó una versión brasileña titulada Acorrentada producida por SBT en 1983.

- Datos: Q15492552